# Добромиль
Добро́миль — місто в Україні, адміністративний центр Добромильської міської громади Самбірського району Львівської області.

## Клімат
У місті вологий континентальний клімат. Середньорічна температура становить близько +8.5 °C.  Середньорічна норма опадів — 987 мм.
| Кліматограма Добромиля | Кліматограма Добромиля | Кліматограма Добромиля | Кліматограма Добромиля | Кліматограма Добромиля | Кліматограма Добромиля | Кліматограма Добромиля | Кліматограма Добромиля | Кліматограма Добромиля | Кліматограма Добромиля | Кліматограма Добромиля | Кліматограма Добромиля |
| --- | ---------------------- | ---------------------- | ---------------------- | ---------------------- | ---------------------- | ---------------------- | ---------------------- | ---------------------- | ---------------------- | ---------------------- | ---------------------- |
| С | Л                      | Б                      | К                      | Т                      | Ч                      | Л                      | С                      | В                      | Ж                      | Л                      | Г                      |
| 56 0 −6 | 59 1 −5                | 64 6 −2                | 77 14 4                | 109 18 9               | 109 21 12              | 133 23 14              | 96 23 14               | 90 18 10               | 72 13 6                | 61 7 2                 | 61 2 −3                |
| Середня макс. і мін. температури повітря (°C) Атмосферні опади (мм), за рік : 987 мм. Джерело: «Climate-Data.org» (англ.) |                        |                        |                        |                        |                        |                        |                        |                        |                        |                        |                        |

## Історія

### Стародавні часи
Околиці Добромиля були заселені ще з давніх часів. Так, виявлені у сусідніх селах численні археологічні знахідки вказують, що в басейні Вирви вже у добу енеоліту (міднокам'яний вік) жила людина. Так, в с. Передільниця було знайдено кремневі молоти, ножі, серпи, глиняні тягарці і інше. Про початки заснування Добромиля точних відомостей немає, але те, що тут існувала людська оселя, підтверджується знайденими кам'яними виробами, недалеко за містом. Серед предметів із каменю — бойова сокира, знайдена в Добромилі. На територіях міста є сліди поселення так званої культури карпатських курганів, поширеної на Підкарпатті у першій половині Ι тисячоліття до н. е. Основною вірою мешканців краю, зокрема слов'ян, був культ природи, що вплинуло на їхній світогляд.

### Княжі часи
Ймовірно, на початку X ст. українське Підгір'я входило в склад давньої Чеської держави.
У 981 році внаслідок походу київського князя Володимира проти ляхів, українське Підгір'я було приєднано до київської держави.
На початку XI століття галицькі і волинські землі стали уділом князя Бориса, сина Володимира Великого. Пізніше землі перейшли під владу Ярослава Мудрого. У 1054—1057 роках містом правив дядько Ярослава Мудрого, Ігор Ярославович. Згодом галицький трон зайняв Ізяслав Ярославович, а після його смерті (1077) — син Ярополк. Сини Ростислава Володимировича (внука Ярослава Мудрого), Рюрик, Володар і Василько оволоділи землями між Дністром та Сяном. В цей період відбулося утворення Перемишльського князівства.
За ухвалами Любечського з'їзду (1097), Перемишльське князівство (куди входила територія сучасної Добромильщини), остаточно було закріплено за Ростиславичами.
У 1071 році польський король Болеслав Сміливий захопив на деякий час Перемишль.
У 1095—1116 роках через землі краю пройшло військо угорського короля Коломана I. Об'єднане військо перемишльського князя і половців розгромило угрів.
З 1199 року Перемильщина увійшла до складу Галицько-Волинської держави.
У XII столітті на місці Добромиля було поселення Вишина, яким управляв представник князівського двору в Перемишлі Виш.

### Королівство Польське
Після смерті Юрія II (1340) між Польщею, Угорщиною та Литвою розпочалася боротьба за галицько-волинську спадщину Романовичів та. Галицькі землі захопив польський король Казимир III Великий.
23 листопада 1374 року в документах вперше згаданий Добромиль у зв'язку з братами Гербуртами. Тоді князь Владислав Опольський надав родові Гербуртів маєтки по річках Вирві та Стрвяжу відомі як Добромильський ключ, що включав місто Добромиль і села Арламів, Велике, Квасинина, Княжпіль, Передмістя Добромиля (Гучко), Поляна, Ляцко, Мігово, Папортно, Сопітник.

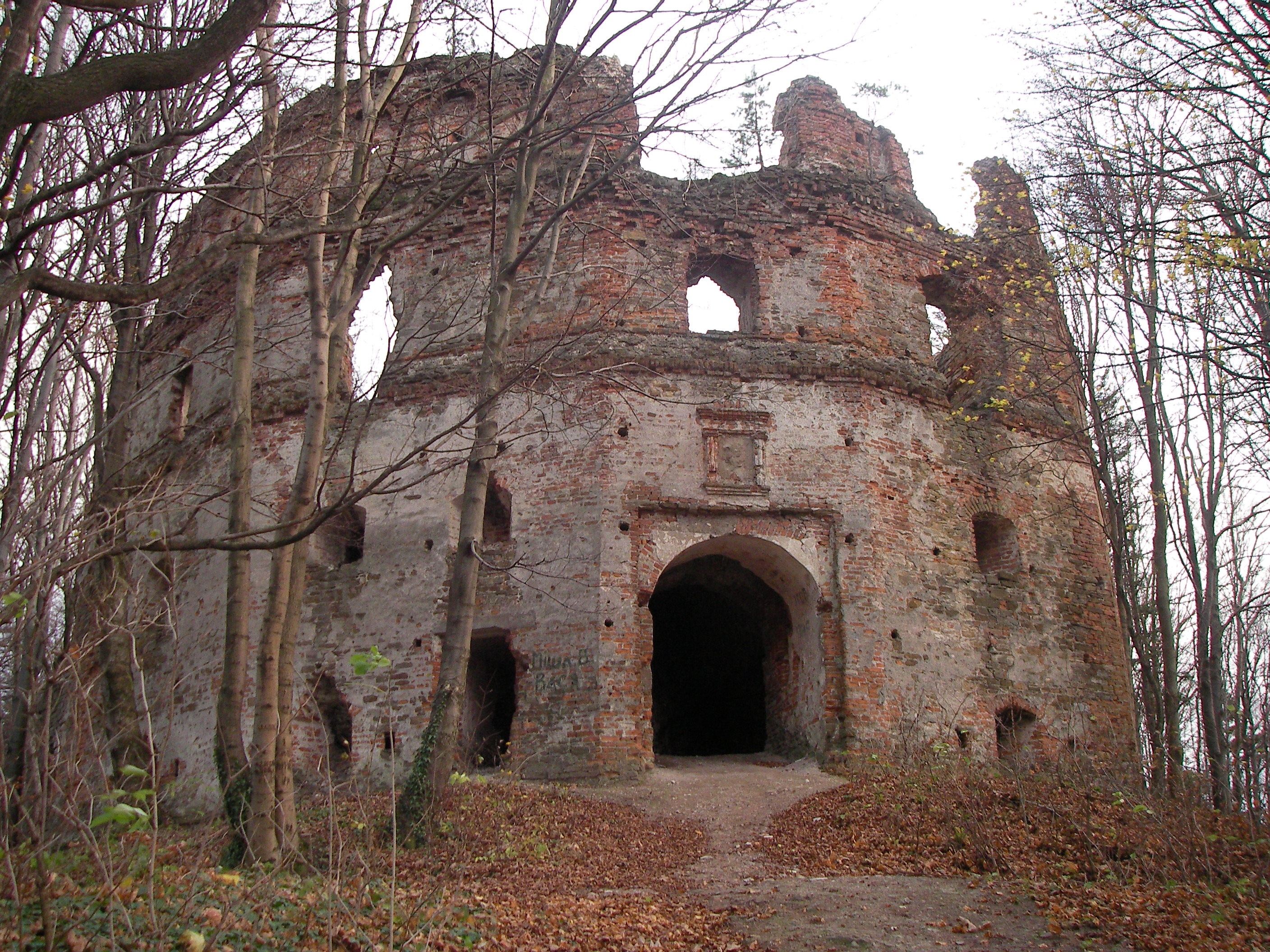
Замок Гербуртів

Одночасно брати  отримали дозвіл збудувати замок, який на згадку про свою родову садибу Фельштайн назвали Фельштин (нині — с. Скелівка).
Мешканці Добромиля творили громаду і дотримувались норм давнього українського (руського) права. Селом управляв тіун. Перша письмова згадка про нього на ймення Степан стосується 1467 року.
Мешканці поселення Вишина, що існувало на території сучасного Добромиля, займались виварюванням солі. Ймовірно, згодом його було перейменовано на Гучко. Мури Добромиля, зведені на початку XVI ст., доходили до лівого берега Вирви, тоді як Гучко розташувався на її правому березі.
У 1387 році Галицька земля увійшла до Польщі, як Руське королівство.
У 1497 році польський король Ян Ольбрахт визнав Добромиль містечком із правом проводити ярмарки. Містечко швидко розвивалось. Сюди переселялись купці й ремісники. Спроваджені з Моравії ткачі (також прибували інші колоністи) виробляли високоякісне сукно. За ним, а також за місцевою сіллю приїздили купці з Угорщини й Сілезії.
Спеціально для переселенців римо-католицького віросповідання, Миколай Гербурт, збудував у Добромилі дерев'яний костел.
За ухвалою Радомського сейму (1505) селяни втратили особисту свободу і стали кріпаками. Регулярну панщину відбували усі селяни. Намагаючись отримати якнайбільші прибутки, власники поселень і, особливо, їх орендарі, збільшували визиск підданих, що документально підтверджено. Наприкінці XV стооіття у краю почали закладати фільварки.
Близько 1560 р. споруджено мурований палац Гербуртів — Нижній замок.
28 червня 1566 року за старанням власника місцевих солеварень Станіслава Гербурта король Сигізмунд II Август надав Добромилю Магдебурзьке право. Запрошені власником Добромиля нові ремісники організовують цехи. Містечко укріплюється мурами й частоколом. Дерев'яний замок на горі Гербурт почав перебудовувати з каменю й цегли (див. Добромильський замок).
Після смерті Станіслава, у 1601 році Добромиль посів його двоюрідний брат, Іоанн Фелікс Гербурт — видатний політичний і культурний діяч, який навіть писав поезії давньою українською мовою. У 1611 році він запросив з Кракова друкаря Яна Шелігу й заснував у Добромилі друкарню. Тут Гербурт видавав як свої твори, так і праці Оріховського, Кадлубека, Яна Длуґоша (зокрема, перші 4 томи його праці «Історія Польщі» вийшли тут).
Практично вся маєтність І. Ф. Гербурта впродовж 1614—1615 років була закладена під грошові застави (майже 50 тис. зл). Син І. Ф. Гербурта, Іван Лев, у 1622 році відмовився від добромильських і фельштинських маєтностей на користь кредиторів батька. 1631 р. Добромильський ключ став власністю холмського каштеляна Самуеля Конецпольського, одруженого з Олександрою, донько, Івана Фелікса. 1641 Добромиль перейшов у власність до його сина, любачівського каштеляна Станіслава. У 1660 р. добромильські володіння придбав коронний великий підскарбій Як Казимир Красінський. 1704 року Добромильську волость отримали в оренду Ґєбултовські. У 1752 році останніми власниками Добромиля стали подружжя Софії з Тарлів та князя Антона Любомирського.
Завдяки вдалому географічному розташуванню, Добромиль мав сприятливі умови для розвитку торгівлі. Відомості про сплату торгового мита 1756 року засвідчують, що в місті продавали тесане дерево, дошки, дрова для опалювання, сіно, ґонти, продукти харчування (мед, олію, свіжі та сушені фрукти, цибулю, засолену і засушену рибу, оселедці, крупи, зерно та ін.), глиняний посуд, плетені кошики, упряж, полотно, одяг (кожухи), взуття (личаки), мітли.
З першої половини XVII століття відомі печатки з гербом Добромиля: у червоному щиті — зелене яблуко, пробите навхрест двома срібними мечами (частина родового герба Гербуртів). У XIX столітті, в період австрійського панування, на печатках міста побутувало зображення яблука, пробитого трьома мечами (як це було в оригінальному родовому гербі Гербуртів), однак уже в 1920-х — 1930-х роках польська адміністрація повернулася до варіанту XVII століття.
Хвиля визвольної війни у 1648 році під проводом Богдана Хмельницького докотилася й до Добромиля. Один з козацьких відділів спочатку взяв Нове місто, а потім Добромиль. Українське населення з радістю зустріло козаків і всіляко їм допомагало в боротьбі зі своїми кривдниками. В Добромилі було вбито біля 70 чоловік, з них багато євреїв.
Під час другого походу Б. Хмельницького на Польщу в Галичину був засланий полковник Стасенко з 2000-ою армією розвідників, завданням яких було готовити повстання проти королівських військ. В цей час в Добромилі, під керівництвом шляхтича Альберта Пинчівського, організується відділ повстанців, який складався з 94-х міщан і підміщан та 113 селян, на цей час добре озброєних. 17 січня 1651 року цей відділ напав на село Ляцьке, де Андрій Максиміліан Фредро сформував у своєму дворі свій відділ проти Богдана Хмельницького. Двір був взятий і знищений. За цим прикладом піднялися й навколишні села: Библо, Старява, Нове Місто та інші. Поразка українського війська під Берестечком припинила всі повстанські акції. Тепер поляки почали жорстоко мститися колишнім повстанцям — у Добромилі на площі стратили багатьох міщан і селян, на містечко наклали велику контрибуцію.

### Австрійський період
Після поділу Польщі між Австрією, Прусією і Росією 5 серпня 1772 року, Галичина відійшла під панування Австрії, входить до складу Королівства Галичини та Володимирії. У 1775 році княгиня Любомирська свої добромильські маєтки і дві солеварні(на Гучку і Ляцьку) віддала державі.
З 1781 року почали прибувати перші німецькі колоністи, які осіли біля Добромиля. У 1784 році на околицях міста з'являються дві німецькі колонії: Унтер Енґельсбрунн на схід від міста та Обер Енґельсбрунн — на захід (існували до другої світової війни, з 1867 року — частини міста). Містечко й солеварні стають державними. Значно збільшився видобуток солі. У тому ж році через місто було побудовано так звану «цісарську вулицю» — биту дорогу. Затверджено давні два річні ярмарки на воли, коні й полотна. Оживився торговельний рух по трасі Перемишль-Добромиль-Самбір-Угорщина. Збільшилося виготовлення солі в Гучку, Війську, Ляцьку і Тарнаві. У 1837 році відбудовано церкву, почали працювати магістрат, пошта, аптека і школа.
З 1850 року Добромиль, Устрики і Лютовиська вважалися окремим округом і вибирали свого представника до сеймика у Львові. У 1855 році Добромиль стає повітовим містом Бірчанського повіту. У 1861 році до Галицького Сейму було вибрано послів, українця з села Липи Івана Русецького та поляка з села Мігово Юрія Нусєцкого. У 1857 році в Добромилі, не враховуючи німецьких присілків, проживало 2572 жителів, з них 400 українців, 252 поляки, 1920 євреїв.
З вище поданої статистики населення, бачимо, що українців витісняли чужоземці. Насаджувалась польська мова, її почали вживати міщани-українці, яких стає щораз менше, а поляків більше. Вже у 1890 році маємо нову статистику: українців 394, поляків 808, євреїв 2035, інших 7, всіх 3244 жителів.
У 1872 році через місто прокладена важлива залізниця, що з'єднувала Львів з Будапештом — так звана Перша угорсько-галицька залізниця; у місті збудовано залізничну станцію. 1876 року з'явилися фабрика сірників, миловарня, склозавод, лісопильний та пивоварний заводи. Того ж року Добромиль внаслідок перенесення повітового уряду підноситься до рангу центру однойменного повіту (залишаючись таким і в часи ЗУНР, і в часи її окупації Польщею після 1919 року). У 1880 році населення міста становить 2734 особи, а в Енґельсбрунні — 291 (загалом 655 римо-католиків, 479 греко-католиків, 1884 євреїв i 7 осіб інших віросповідань). У приміському селі Гучко (тепер це правобережна частина міста) було 626 греко-католиків і 532 римо-католики.
13 вересня 1888 р. у Добромильському монастирі отців Василіян, Роман Шептицький склав перші чернечі обіти і прийняв ім'я Андрей.
У 1895 році під час виборів депутата до австрійського парламенту від сільської курії Перемишль — Мостиська — Добромиль від української радикальної партії висунуто кандидатуру Івана Франка, але його не допустили до віденського парламенту.

### ЗУНР
З березня 1918 року вся Галичина проводила народні маніфестації в честь Української державності. Таку маніфестацію організувала українська громада в Добромилі 10 березня 1918 року.
1 листопада 1918 р., внаслідок листопадового зриву, було проголошено Українську державу. Вже 16 листопада в Добромилі була утворена українська поліція, яка роззброїла австрійську жандармерію. Всі установи охопила українська влада. Повітовим комісаром став др. Кость Стецяк, бургомістром о. Лисяк. Чимало добровольців пішло в УГА (Українська Галицька Армія).
Усю територію ЗУНР поділили на 3 області, 12 округів і 60 повітів. Добромиль і повіт увійшли до Львівської області. Утворена жандармерія мала 23 територіальні управи — Добромиль і околиця входили в зону дії Перемишльської. Унаслідок закону Української національної ради від 15 листопада про поповнення її складу делегатами від більших міст і всіх повітів, Добромильський повіт обрав податківця Андрія Манька.
Вже 20 листопада 1918 р. група польського генерала З. Зелінського захопила Добромиль і Хирів. 5 грудня під натиском батальйона чільного старшини УГА, колишнього підполковника австрійської армії Антіна Кравса, поляки залишили Хирів, Добромиль і Нове Місто. 17 грудня, внаслідок програної напередодні битви за Підмостичі, поляки знову захопили Добромиль і Хирів. Біля Добромиля польська кавалерія розстріляла 15 полонених стрільців.
Після відновлення бойових дій у травні 1919 р., 15 травня, Добромиль був звільнений. Однак у наступні дні вся Добромильщина була знову окупована поляками.
Військовий злочин стався біля Добромиля у 1919 році, де польські кавалерія полонила 18 вояків Української Галицької Армії розстріляла 15 українських вояків і поранила одного.

### Польська Республіка (1918—1939)
Влітку 1919 р. польський уряд отримав офіційну згоду Антанти на запровадження в Галичині своєї адміністрації на певних умовах. Добромиль залишився центром повіту, з 1920 р. — у складі Львівського воєводства, мав статус міста. Бурґомістрами були призначені Ю. Ґебултович (1920—1928) і В. Пухалік (до 1939). Територія повіту в 1921 р. увійшла до сфери повноважень командування Десятого корпусу (перший командувач — генерал А. Ґаліца) зі штабом у Перемишлі. Найближчі комендатури були в Дрогобичі та Самборі.
За переписом 1921 р. (який не можна вважати точним, зважаючи на значні антиукраїнські фальсифікації), у Добромилі проживали 381 українець, 1720 поляків, 25 німців. За релігією і віровизнанням: римо-католики — 837, греко-католики — 473, юдеї — 2119.
У 1931 році Добромиль має 5386 мешканців, серед яких 2119 євреїв. У період кризи 1929—1933 років містечко занепадає, посилюється страйкова боротьба.
1 серпня 1924 року до міста було приєднане правобережжя Вирви — село Гучко.
У 1925 р. Галичину охопив голод. Аграрне перенаселення, нестача землі, неможливість знайти роботу, спричинювали масову економічну еміґрацію. Польською владою всіляко підтримувалась еміґрація українців та інших народів і стримувався виїзд із країни поляків.
Після закінчення українсько-польської війни частина українців об'єдналися в українські товариства: «Масажка», гурток «Рідна школа», кредитове товариство «Народний дім», філія т-ва «Просвіта», повітовий союз кооператив і філія «Сільського господаря». З 1923 р. «Читальня Просвіта» була закрита на два роки. В той час було утворено «Українське товариство опіки над інвалідами з визвольної війни».
Організаторами національного і культурно-духовного життя у 20-30 роках були греко-католицькі священники Іван Господаревський, Теодор Гораєцький, Юрій Ковальський з Добромиля.
Добромильці брали активну участь в діяльності Української християнської організації (УХО), Християнсько польсько-українському союзі «Згода». В 1926 р. було створено партійний осередок Комуністичної партії Західної України (КПЗУ). З кінця 1920-х років діяла група «Сельробу-правиці».
У Добромилі та околиці ОУН активізовувала свою діяльність переважно через поширення листівок.
Визначними діячами того часу були: др. В. Антоневич — адвокат, голова УНДО, В. Паславський — адвокат, Р. Кушнір — лікар, голова УСК, С. Черняк — голова союзу кооперативів і Г. Турко.
На 1 січня 1939 року в Добромилі мешкало 6000 осіб, з них 1400 українців, 2050 поляків, 2500 євреїв та 50 німців.

### Перша радянська окупація (1939—1941)
З початком II Світової Війни, вже 14 вересня 1939 р. вся територія краю була зайнята чи контролювалась німецькими військами. 27 вересня, згідно з таємним додатковим протоколом до пакту Молотова — Ріббентропа, німецькі війська відступили Добромиль своїм союзникам — Червоній Армії. Залишки польського війська чинили ще поодинокий опір, проте більшість з них була знищена або взята в полон. У вересні 1939 р. до Добромиля прибуло 640 євреїв з Перемишля, яким нацисти дали кільканадцять хвилин для залишення міста.
Було ліквідовано всі українські національні товариства, закрито видання місцевих газет.
В ніч на 24 вересня 1939 р. синхронізовано час до московського.
У Добромилі був створений Ревком, який 3 жовтня перейменовано в Тимчасове управління. 17 січня 1940 р. був ліквідований поділ на повіти і волості (ґміни) та утворено 29 районів, зокрема Добромильський. Створено районну комуністичну партійну організацію, членами якої стали переважно прибулі партійні та радянські функціонери. Серед перших радянських керівників Добромиля був К. Курченков (голова міської ради). Завідувачем відділу культури став В. Кравець з Харківської області. Наприкінці грудня 1939 р. відкрили школу з російською мовою. Більшовицький режим від початку вів атеїстичну, радянську пропаганду.
Окупаційна влада націоналізували землю, велику промисловість, банки, великий приватний житловий фонд, частково торгівлю. Ліквідація дрібної приватної торгівлі негативно позначилась на постачанні мешканців промисловими товарами і продуктами.
Перша совєтська окупація супроводжувалась масовими репресіями, грабунками місцевого населення, виселенням у Сибір. Репресували також поляків.
Весною 1940 р. був організований перший призов до Червоної Армії. Призовники з родин репресованих зараховувались до робочих батальйонів і відправлялись у віддалені місця з суворим кліматом, де більшість і загинула.
У 1940 році німців виселили до Вартеґав за програмою Додому в Рейх.

### Німецька окупація (1941—1944)
З початком нацистського нападу на Радянський Союз, 22 червня 1941, з'єднання Червоної Армії не змогли чинити опір і швидко почали відступати. Почалась евакуація чиновників та родин, прибулих із східних областей. Вже 26 червня Добромиль покинули усі посадовці та військові.
З огляду на переповненість у тюрмах, НКВС УРСР 4 червня видав наказ про відправлення на схід майже 30 тис. в'язнів. Проте для повної евакуції потрібен був час і організаційні можливості, яких на той час вже не було. Тому заступник наркома НКВС СРСР надіслав начальникам тюрем телеграму розстріляти всіх ув'язнених. Масові розстріли розпочалися вже 23 червня. Зранку, 27 червня, добромиляни, у тюрмі виявили тіла 88 осіб (84 українці, 2 поляки, 2 євреї). Великий злочин відбувся на території місцевого солезаводу. Як вдалось з'ясувати, військами НКВС було вбито та скинуто у соляні шахти понад 2,5 тисяч осіб українського, польського та єврейського походження. Це були в'язні Добромильської та Перемишльської тюрем, переважно національно-свідоме та активне населення, яке не було прихильним до совєтської влади. У шахтах було знайдено також трупи дітей. Станом на червень 2015 року відомо про приблизно 3600 вбитих. Відступаючи, відділи червоноармійців вбили у с. Княжполі о. Петра Дутка і 5 селян.
Ввечері 27 червня 1941 р. до міста увійшли перші словацькі підрозділи.
З липня німецькі окупанти зігнали на Саліну близько 200 євреїв, які впродовж двох тижнів витягали з шахт останки замордованих людей та перевозили їх в інше місце для поховання. До середини серпня 1941 р. переважно з місцевого українського населення була сформована цивільна адміністрація. Проте через два тижні майже всі відповідальні посади зайняли німці і місцеві фольксдойчі. Добромиль і околиця увійшли до складу Самбірського округу, а старостою став фон Гарбон. Діяли українська поліція і жандармерія.
У Добромилі нацисти розмістили єврейську резервацію, яка прилягала до синагоги й обгородили колючим дротом. Першими там опинилися євреї Добромиля і Перемишля, згодом — з навколишніх сіл. У серпні 1943 р. ліквідували добромильське гетто — понад 200 осіб згоріло у великій синагозі, яку підпалила німецька каральна команда оберштурмфюрера О. Шредера, чимало розстріляли в районі тартака разом із членом юдерату Картаном.
Головним завданням, визначеним окупаційною владою для селян, стало забезпечення фронту продуктами харчування. Практично 2/3 врожаю належало здати на континґент. У другій половині 1943 р. збір збільшили вдвічі.
Восени 1941 р. окупанти почали планомірний вивіз людей до Німеччини. Спочатку ці заходи мали добровільний характер. Згодом з Добромиля примусово вивезли 91 особу.
Німецька влада толерантно ставилась до культурних і видовищних заходів, майже не контролювала місцеві осередки культури. Відновили діяльність просвітянські установи, читальні.

#### Український рух опору
На терені Добромиля, Підмостичів, Трушевичів, Передільниці, Війська представником вищого проводу ОУН був Ю. Батіг. На початковому етапі Українська народна самооборона (УНС) не вела активних бойових дій, а обмежувалась акціями по збору грошей та продуктів, зміцнення матеріальної бази.
Щоб одержати військовий вишкіл добровольці йшли в українську дивізію «Галичина».

### Друга радянська окупація (1944—1991)
8 серпня 1944 р. радянські війська знову зайняли Добромиль. Впродовж наступних років, внаслідок демаркації кордону між Польщею та СРСР, в Добромилі та околицях осіли сім'ї переселенців. В перші роки окупації відбулась зміна назв вулиць на ідеологічні, велась русифікація. В місті збільшувалось число росіян, разом з тим багато польських родин переїхало до Польщі.
З вересня 1944 р. у місті створено українську десятирічку зі спільним навчанням хлопців і дівчат. У цьому ж році запрацювала семирічна школа з російською мовою навчання (тепер терапевтичне відділення лікарні). У Добромилі та Новому Місті були класи з польською мовою навчання. 1947 р. відкрито спеціальне ремісниче училище з дворічним терміном навчання.
1944 р., за ініціативи Я. Шатинського, відновлено хор районного Будинку культури.
1952 р. почали будівництво кінотеатру під іменем Сталіна (з 1960 р. — «Україна»). На загал весь кінорепертуар мав завдання нав'язати «переваги» радянської системи господарювання, ідеологічно вплинути на свідомість населення.
Упродовж жовтня-листопада 1944 р. формувався новий склад районної парторганізації комуністичної партії. На 1945 р. вона нараховувала вже 43 члени, з яких 9 були кандидатами у члени ВКП (б). На початку 1950р в добромильських школах (російській і українській) було утворено комсомол та піонерські організації.
1944 р. відновлено роботу ДОКу. Впродовж 1948—1950 р. працював солеварний заводу. 1953 р. запрацював маслозавод, 1956 р. — «Міжколгосбуд», 1959 р. — хлібзавод. 1948 р. розпочато масову колективізацію. Постійно застосовувалась праця робітників і школярів на колгоспних полях.
Весною 1946 р. було заборонено діяльність УГКЦ, а її майно перебрала РПЦ. Священнику УГКЦ о. Царику було заборонено проживати у Добромилі. У 1946 р. закрили василіанський монастир, частина бібліотечного фонду якого було спалено в котельні місцевої пивоварні. Ігумена (Макарія Розмійка) ув'язнено на 10 років у концтабори. Впродовж 1952—1992 рр. — на території монастиря діяв жіночий психоневрологічний інтернат.
1954 р. на базі колишнього солезаводу відкрили лікарню для хворих на кісткові хвороби, 1964 р. реорганізовано в санаторій. Закрито в 1986 р.
З 1959 р. у Добромилі діють Добровільні народні дружини (ДНД).
1961 р. в місті розпочала роботу автошкола — філія Дрогобицького автомотоклубу.
У 1959—1960 рр. добромильський футбольний клуб «Авангард» виграв кубок обласної першості.
1962 р. Добромильський район увійшов до складу Старосамбірського.
У 1962 р. відкрито допоміжну школу-інтернат.
1965 р. обласне управління профтехосвіти відкрило в Добромилі профтехучилище з підготовки працівників для сільського господарства.

#### Національно-визвольний рух
Територія Добромиля і околиці стала зоною дій куреня Михайла Гуштака (псевдо — «Євген»). Добромильський район ОУН охопив Добромильський і Нижанковичівські райони. Провідниками добромильського районного проводу були Дмитро Стило — «Інгул», «Роман» (вересень 1947 р.), Юрій Батіг — «Лисий», «Хмара», «Май» (1949—1950), Степан Гаваньо — «Борис» (до листопада 1950 р.), Йосиф Ковальчук — «Чумак» (до жовтня 1951 р.), Володимир Баран — «Лев» (до липня 1952 р.). Відомо про учасників УПА з Добромиля — Лук'яна Крука та Володимира Возьного.
Відомі учасники підпільної системи інформування — працівники держбанку О. Мартинишина й І. Нусьо, директор маслозаводу М. Котик (засуджений на 20 років концтаборів), завідувач загального відділу райвиконкому Є. Яворська (засуджена на 15 років концтаборів).
У Добромилі у квітні-травні 1944 р. діяли короткочасні курси для підготовки санітарок УПА. Їх організувала жіноча мережа ОУН, а навчальну програму склали Наталка Козакевич (псевдо — «Сіра») та Марійка Ярош. Впродовж 1944-50р. на Добромильщині відбуваються збройні сутички між повстанцями та військами НКВС.
1949 р. Богданом Цициком ліквідований добромильський воєнком Г. Бугайов, а 1950р — начальник районного МДБ В. Скородєлов.
1954 р. У Княжполі гине сотник УПА Д. Хадай. До середини 1950 р. український рух опору іде на спад.
Запідозрених у зв'язках з підпіллям, радянська влада висилала в сибірські табори.

### Незалежна Україна
В липні 1989 р. на деревообробному комбінаті «Добромиль» було створено осередок Товариства української мови їм. Т. Шевченка, що й було першою громадською організацією національного спрямування в Старосамбірському районі Львівської області. Товариство стало ініціатором проведення ряду заходів духовного і національного відродження на теренах Добромильщини. Зокрема встановлення хреста на могилі жертв НКВД на міському кладовищі та пам'ятної дошки жертвам НКВД на будинку колишньої тюрми.
24 грудня 1989 р. ініціативна група Я. Угрин, В. Антошик і П. Більо в міському Будинку культури організувала установчі збори на яких було утворено осередок Народного Руху України (НРУ).
22 січня 1990 р. в центрі міста було встановлено інформаційний центр і піднято синьо-жовтий прапор.
1 травня 1990 р. в центрі міста відбувся багатолюдний мітинг, лід час якого на шпилі міської ратуші Ярослав Угрин закріпив наш стяг (освятив о. Удич).
20 серпня 1991 р. офіційно зареєстрована органами юстиції парафії УГКЦ, 3 жовтня — РКЦ. У вересні 1992 р. у монастир повернулись оо. Василіани, котрі застали храм і келії в повній руїні.
З ініціативи вчителів української словесності при Добромильській середній школі було утворено Товариство української мови ім. Т. Шевченка «Просвіта». Головою обрано вчительку української мови і літератури Ольгу Моцьо. Робота товариства спрямована в таких напрямках: культурно-політична, економічно-господарська і видавничо-інформаційна. Співпраця з місцевими громадськими організаціями дала можливість створити суспільно- політичну спортивну організацію «Тризуб» ім. С. Бендери. З 1996 р головою осередку є Оксана Яблонська.
13 травня 1992 р. з ініціативи заступника директора школи з навчально-виховної роботи Ганни Демків засновано осередок «Союз українок». Основним завданням осередку є громадсько-політична робота і співпраця з іншими патріотичними організаціями
В грудні 1992 р. було створено міський осередок Конгресу Українських Націоналістів (КУН). Головою обране поетесу, співавтора книжки «Саліна» Марію Прокопець.
У 1993 р створено міський осередок Львівської обласної Спілки політичних в'язнів України. Головою осередку обрано Зиновія Писариха, з лютого 1997 р. — головою Марія Гбур.
У червні 1990 р. відбулися перший мітинг-реквієм і панахида за невинними жертвами на Саліні, що їх організував НРУ, Товариство української мови ім. Т. Шевченка, Товариство «Меморіал». У вересні демонтовано пам'ятник В. Леніну в Добромилі, в наступні роки перейменовано або відновлено старі назви вулиць. 25 червня 1993 р. сесія міської ради затвердила символіку міста — герб і хоругву.
Під час Помаранчевої революції 2004р. добромиляни активно підтримували право на вільні вибори в межах міста, району, області, брали участь в протестних рухах на майдані Незалежності у Києві.
У 2005 р. введено в експлуатацію новий корпус школи на 580 учнівських місць, збудованого за програмою розвитку соціальної інфраструктури за сприяння НАК «Нафтогаз Україна».
У 2006 р. за сприяння вихідця з Добромиля, Андрія Лопушанського, зведено храм УГКЦ св. Андрея Первозванного.
У 2007 р. відкрито реконструйований міський стадіон. Спонсором будівництва була страхова компанія «Княжа». Впродовж 2009—2010 рр. стадіон приймає матчі Прем'єр-ліги України.
Під час подій Революції гідності, добромиляни брали активну участь в акціях протесту у Києві, організовувались акції на центральній частині міста. Було організовано збір харчів для наметового містечка в столиці.
Впродовж російсько-української війни (2014р-наш час) близько 15 добромилян служать у складі ЗСУ та добровольчих батальйонах.
У 2016 р. на місці єврейського цвинтаря відкрили Стіну Пам'яті (Меморіал спорудили із понад 150 єврейських надгробних плит, якими з часів Другої світової війни було встелено подвір'я будинку на вул. Міцкевича).
У 2018 р. внаслідок реорганізації професійно-технічних навчальних закладів, «Добромильський професійний ліцей» приєднали до державного професійно-технічного навчального закладу "Нижанковицький професійний ліцей.
Відповідно до реформи місцевого самоврядування, Добромиль з 2020 р. стає центром об'єднаної територіальної громади.

## Населення
Населення Добромиля, станом на 1 січня 2022 року, налічувало — 4 111 осіб.
Динаміка населення Добромиля

### Розподіл населення міста за віросповіданням, мовою та грамотністю (1890р.)
Дані 1890:
| Віросповідання - греко-католики — 67,14 %; - римо-католики — 21,19 %; - юдеї — 10,61 %; - євангелісти — 1,06 %. | Мова - русинська (українська) — 70,97 %; - польська — 27,11 %; - німецька — 1,91 %; - інші — 1 %. | Грамотність - чоловіків — 11,44 %; - жінок — 9,24 %. |

### Національний склад
Розподіл населення за національністю за даними перепису 2001 року:
| Національність  | Відсоток |
| --------------- | -------- |
| українці        | 97.10%   |
| поляки          | 1.86%    |
| росіяни         | 0.78%    |
| інші/не вказали | 0.26%    |

### Мова
Розподіл населення за рідною мовою за даними перепису 2001 року:
| Мова            | Кількість | Відсоток |
| --------------- | --------- | -------- |
| українська      | 4775      | 97.65%   |
| польська        | 71        | 1.45%    |
| російська       | 38        | 0.78%    |
| румунська       | 2         | 0.04%    |
| білоруська      | 1         | 0.02%    |
| єврейська       | 1         | 0.02%    |
| інші/не вказали | 2         | 0.04%    |
| Усього          | 4890      | 100%     |

## Пам'ятки

### Архітектури

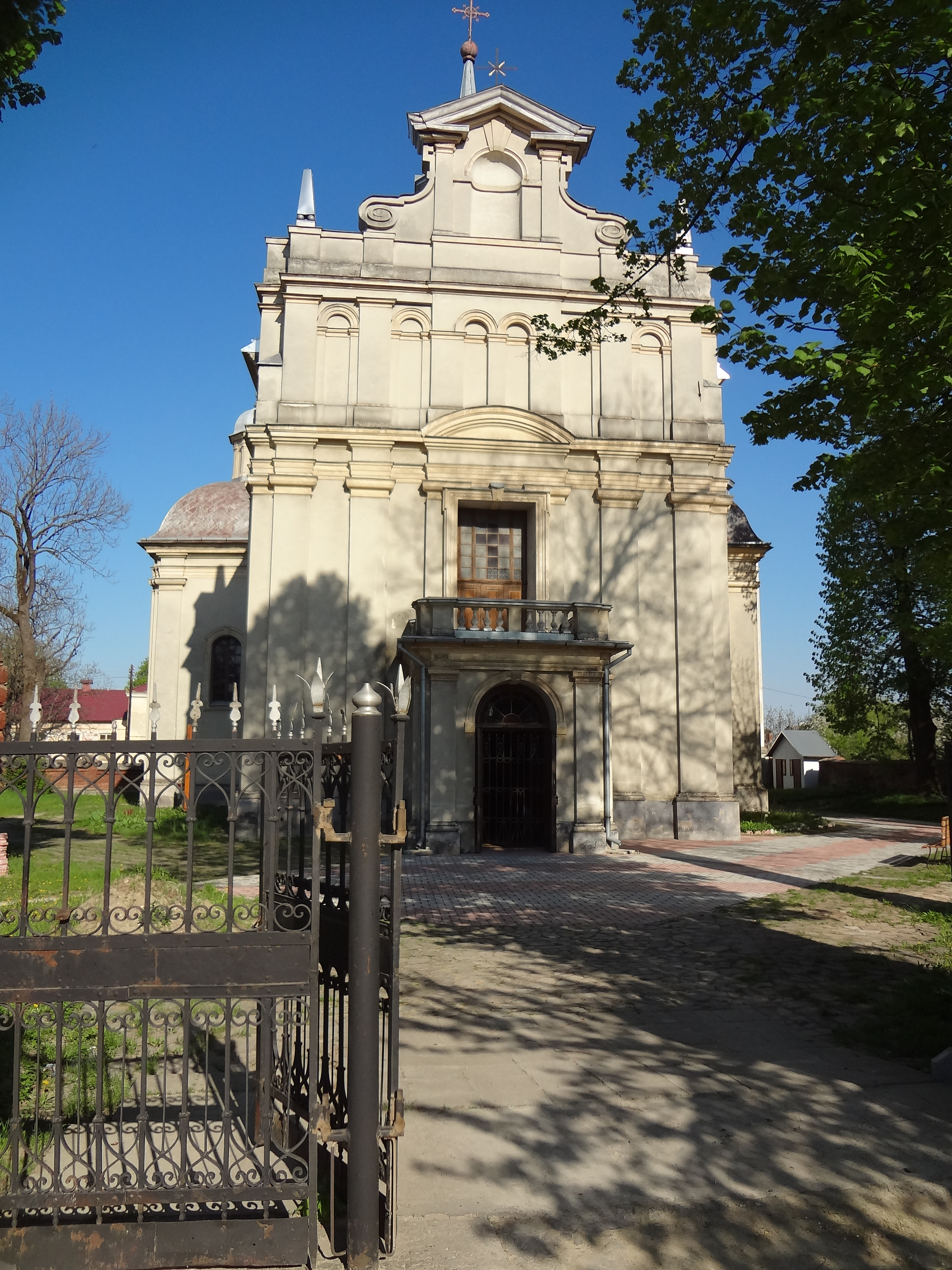
Костел Преображення Господнього

- Костел Преображення Господнього (XVI ст.)
- Добромильська ратуша (XVIII ст.)
- Арсенал[17] (XVI ст.)
- Залишки Нижнього замку (XVI ст.)
- Добромильський замок (XVI ст.)
- Монастир святого Онуфрія (XVIII ст.)

### Природи
- Добромильський заказник — лісовий заказник місцевого значення.
- Скельний дуб (заповідне урочище)
- Декоративний бук червонолистої форми (втрачена)
- Вікова липа
- Група вікових ясенів та дубів

## Освіта

### Добромильський професійний ліцей
На початку 1966 року на базі зооветеринарної школи Міністерства сільського господарства України було створено Добромильське професійно-технічне училище № 22. Там навчалось лише 60 учнів за професіями: муляр, штукатур — маляр — плиточник. Невдовзі аудиторії Добромильського СПТУ № 22 заповнили 150 учнів, які обрали професію електромонтера сільської електрифікації та зв'язку. У 1976 році училищу було присвоєно назву «середнє професійно-технічне училище № 73 міста Добромиля». У 1976/1977 навчальному році училище переїхало у новозбудоване приміщення. У зв'язку із передачею навчального закладу базовику Держпостачу України, було змінено профіль підготовки робітничих кадрів. Розпочалась підготовка за професіями: товарознавець товарної дільниці, машиніст мостових та козлових кранів, водій електронавантажувачів, столяр-будівельник. А виходячи з регіональних особливостей та національної програми «Карпати», у 1992 р. розпочалась підготовка з професій кухар-офіціант та кравець. У лютому 2007 року навчальний заклад перейменовано у Державний професійно-технічний навчальний заклад «Добромильський професійний ліцей». За період з 1966 року в стінах навчального закладу підготовлено понад 11500 фахівців.

## Релігія
У 1515 році в королівських податкових книгах згадується існування в Добромилі церкви. Дідич Андрій Гербурт для колоністів, що прибували, у 1531 році заснував латинську парафію і поставив дерев'яний костел.
У 1584 році у Добромилі були 3 церкви та костел.
У місті діє церква святої Тройці, яка перебуває у користуванні парафії ПЦУ.

### Добромильський монастир святого Онуфрія Великого

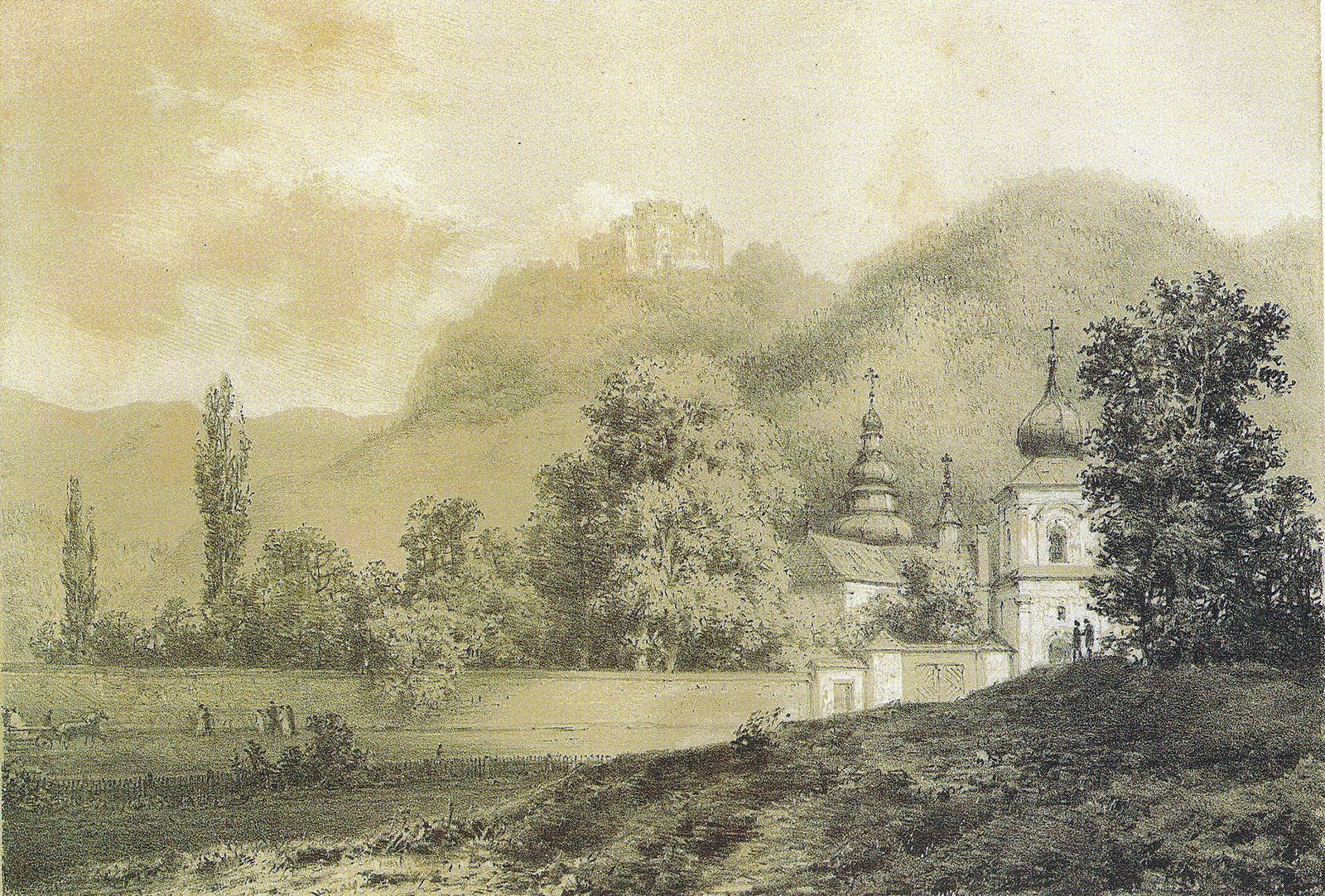
Наполеон Орда. Добромиль

Добромильський монастир Святого Онуфрія Великого розташований за 4 км від Сліпої гори (560 м н.р.м.), на якій розташований добромильський замок Гербуртів. Засновники і фундатори монастиря Ян Щасни Гербурт та його дружина Ельжбєта. Спорудження монастиря розпочалося 1705 року (прототипом виступав монастир у Лаврові), архітектор Яків Мамровець. У 1731 році був зведений монастирський корпус, дзвіниця закінчена у 1751 році. Від 1882 року монастир почав приймати новіціацтво. 1887 року монастир відвідав Андрій Шептицький, щоб ознайомитися з чернечим життям.
1946 року монастир було розігнано за наказом тогочасної влади. У 1950 році монастир було перетворено на психоневрологічний інтернат для жінок. Церкву перекрили і поділили на 2 поверхи, на першому був склад, на другому клуб.
У вересні 1992 році монастир було повернуто Чину отців Василіян, а 2000 року проведена реставрація церкви та дзвіниці.

## Спорт

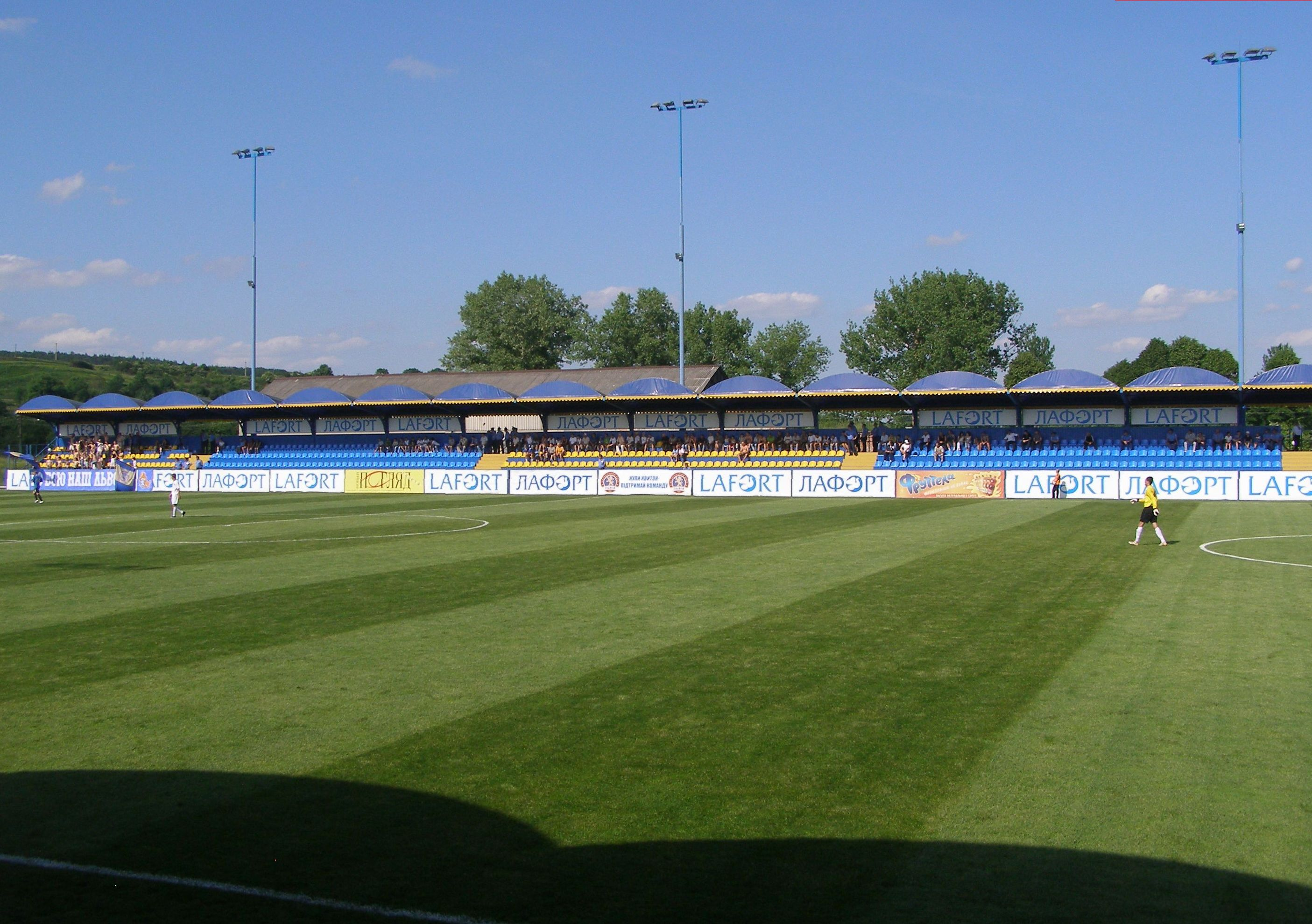
«Лафорт Арена»

У 2007 році в місті зведено стадіон «Княжа Арена» (відтак «Лафорт Арена»), який став домашньою ареною ФК «Львів». На стадіоні відбувалися матчі прем'єр-ліги та першої ліги.

## Відомі люди

### Народилися
- Роман Гамада — український сходознавець, перекладач, редактор-упорядник.
- Володимир Глухий — актор, заслужений артист України.
- Наталка Карпа — співачка, заслужена артистка України.
- Юрій Кіндзерський — український бізнесмен, колишній президент ФК «Львів».
- Філарет Колесса — етнограф, композитор, музикознавець (мешкав в Добромилі у 1900—1905 роках).
- Ярослав Красневич — художник, педагог.
- Дмитро Крвавич — скульптор, мистецтвознавець, педагог.
- Михайло Кріль (нар. 1954) — український історик, доктор наук (2000), професор Львівського університету (2006).[19]
- Василь Особа (1989—2024) — громадський діяч, учасник російсько-української війни.

### Пов'язані з містом
- Іриней (Білик) — єпископ УГКЦ, навчався у місті.
- Богдан Цицик — член підпілля ОУН. Самостійно здійснив декілька вдалих замахів на впливових працівників НКВС. Загинув у Добромилі.
- Юзеф Ґєбултовіч — багаторічний бурмістр Добромиля, купець, помер у місті.[20]
- Ян Шеліга (пом. 1636, Львів) — друкар і книгар з Кракова.[21]

#### Парламентські посли від Добромиля
- Русецький Іван — український селянин, громадський діяч, посол до Галицького сейму 1-го скликання.[22]

## Цікаві факти
У Добромилі побував герой роману Ярослава Гашека «Пригоди бравого вояка Швейка». Можливо, тут був і сам автор.

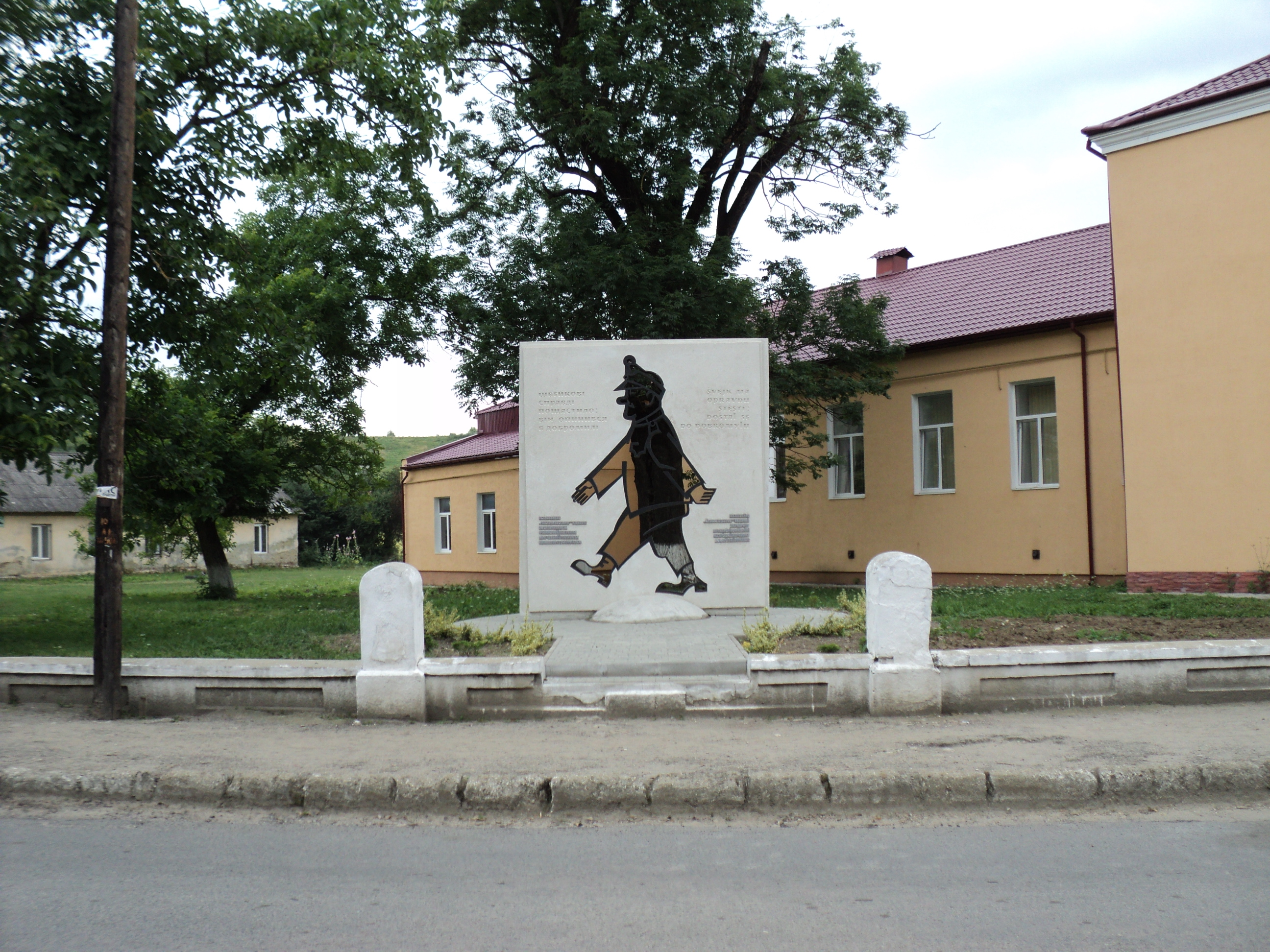
Пам'ятний знак Швейку в Добромилі

«Одне було погано,— він (Швейк) ні з ким не міг порозумітися, і його разом з іншими потягли на Добромиль, де мав початися ремонт дороги через Перемишль на Нижанковичі. В етапній канцелярії в Добромилі їх усіх переписали». (З книжки «Пригоди бравого вояка Швейка»).
Добромиль входить до туристичного маршруту «Шляхами бравого вояка Швейка». В центральній частині міста встановлено знак-пам'ятник Швейку.
Добромиль описаний у творах Галини Пагутяк, зокрема у романі «Слуга з Добромиля», що відзначений Шевченківською премією.

## Світлини

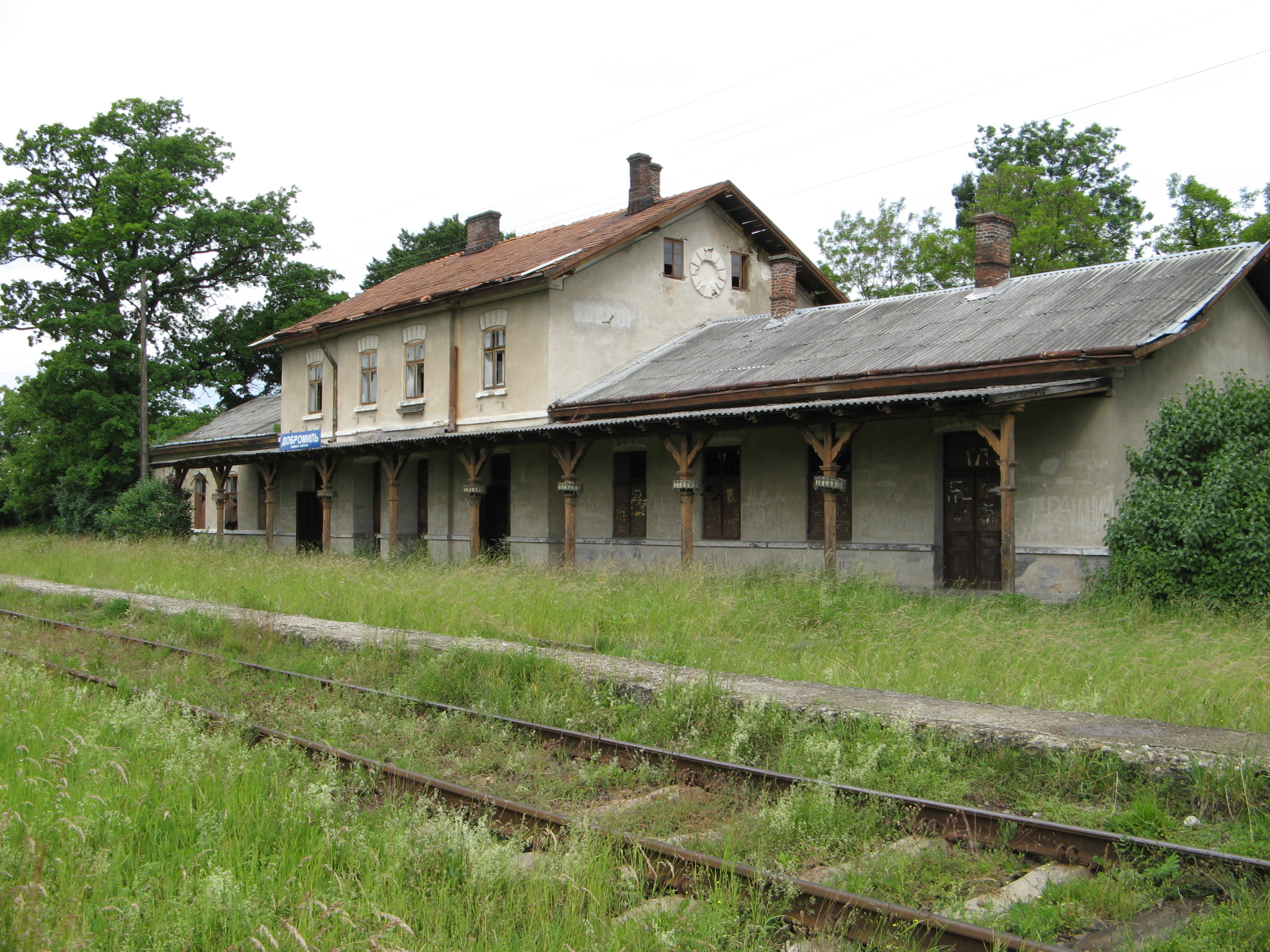
залізнична станція «Добромиль» (2009 р.)
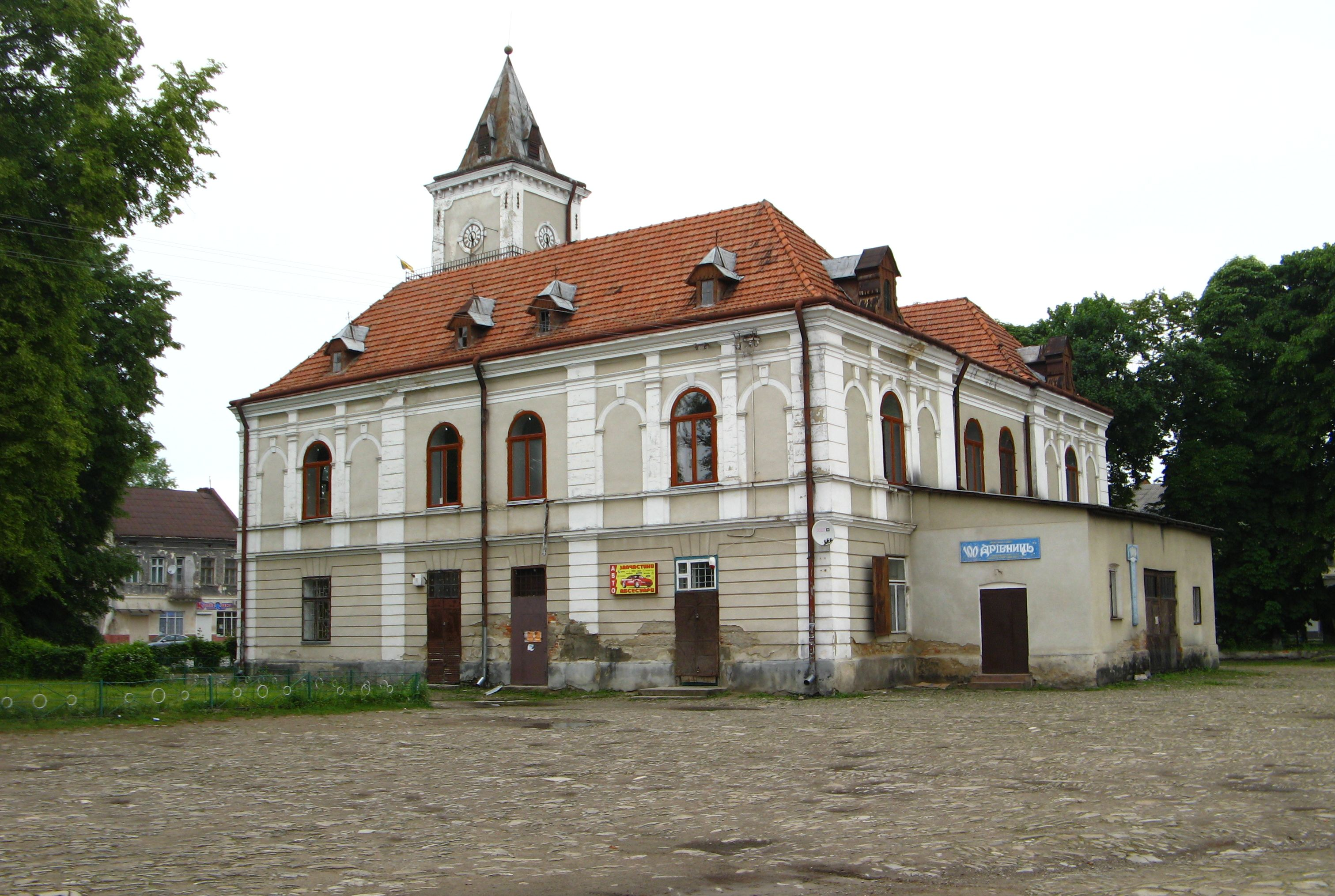
Добромильська ратуша
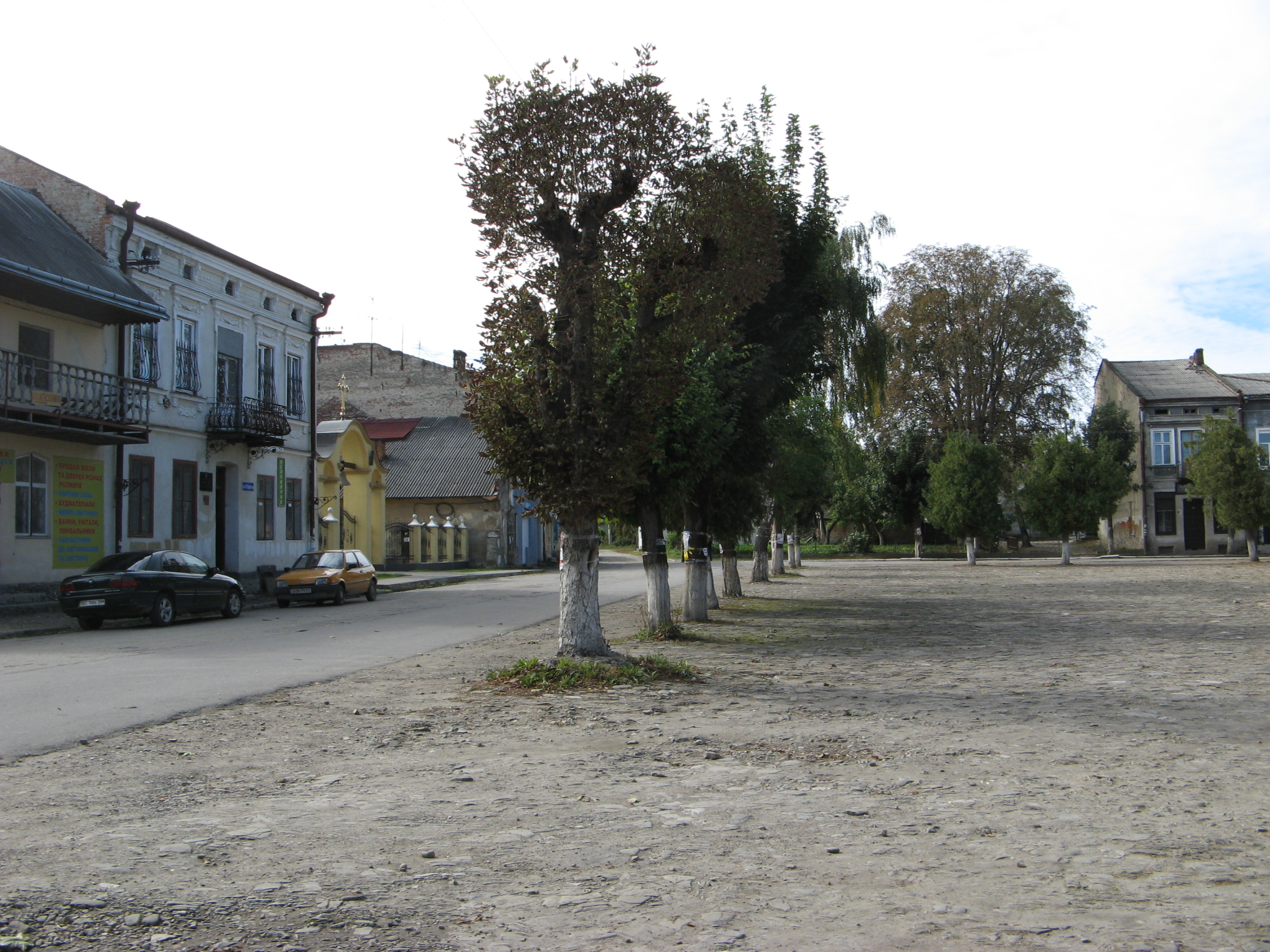
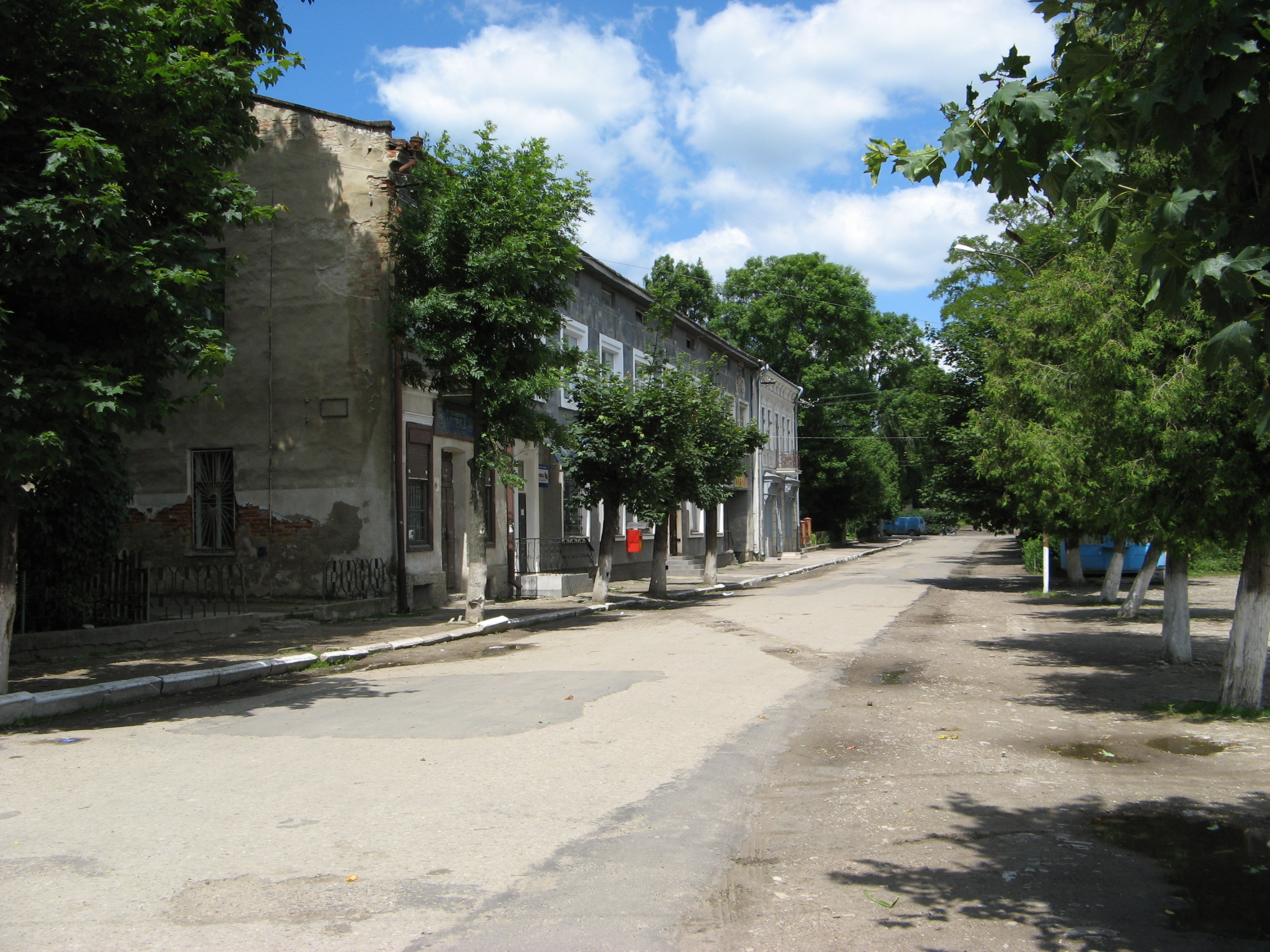
середмістя
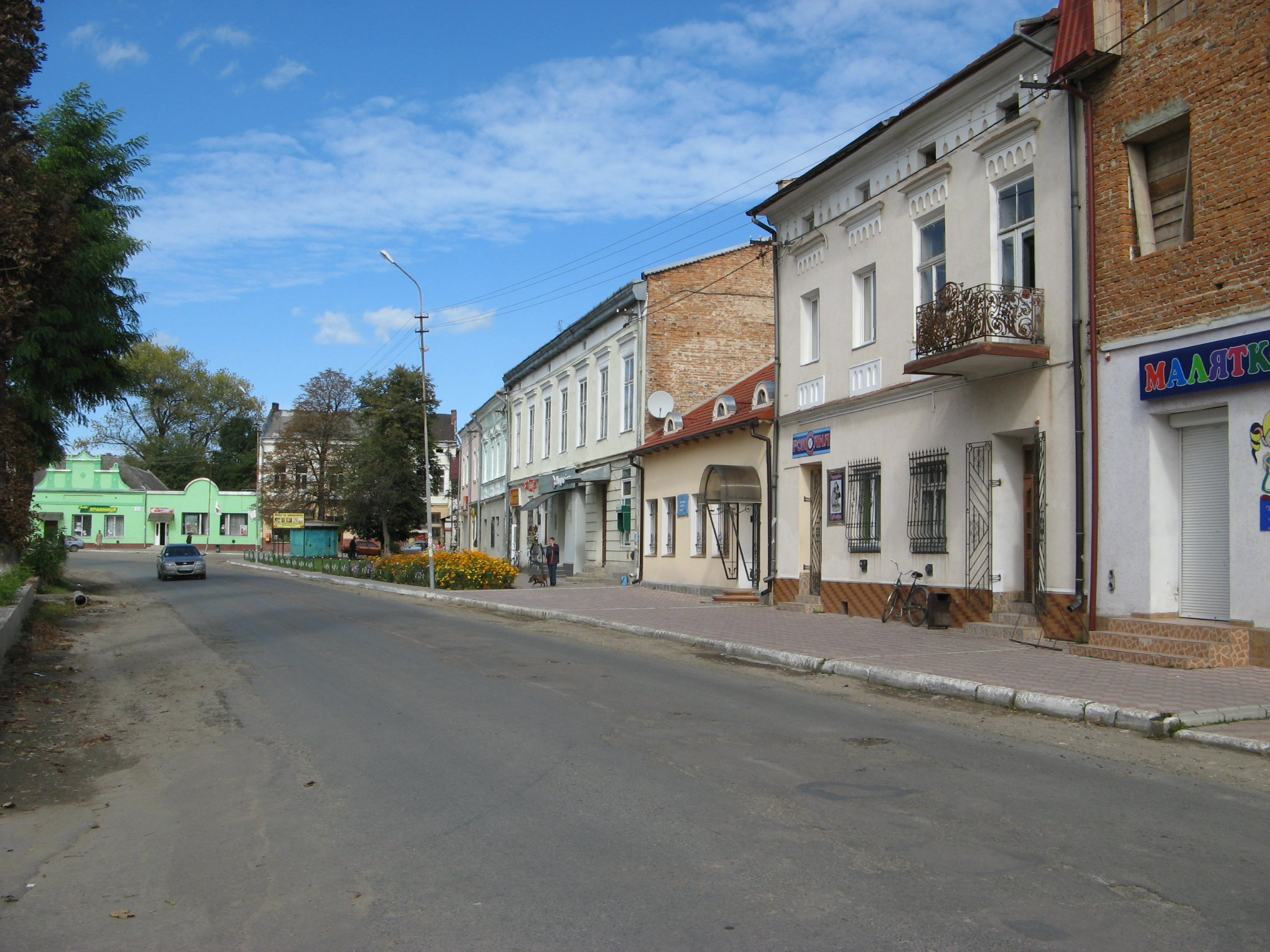
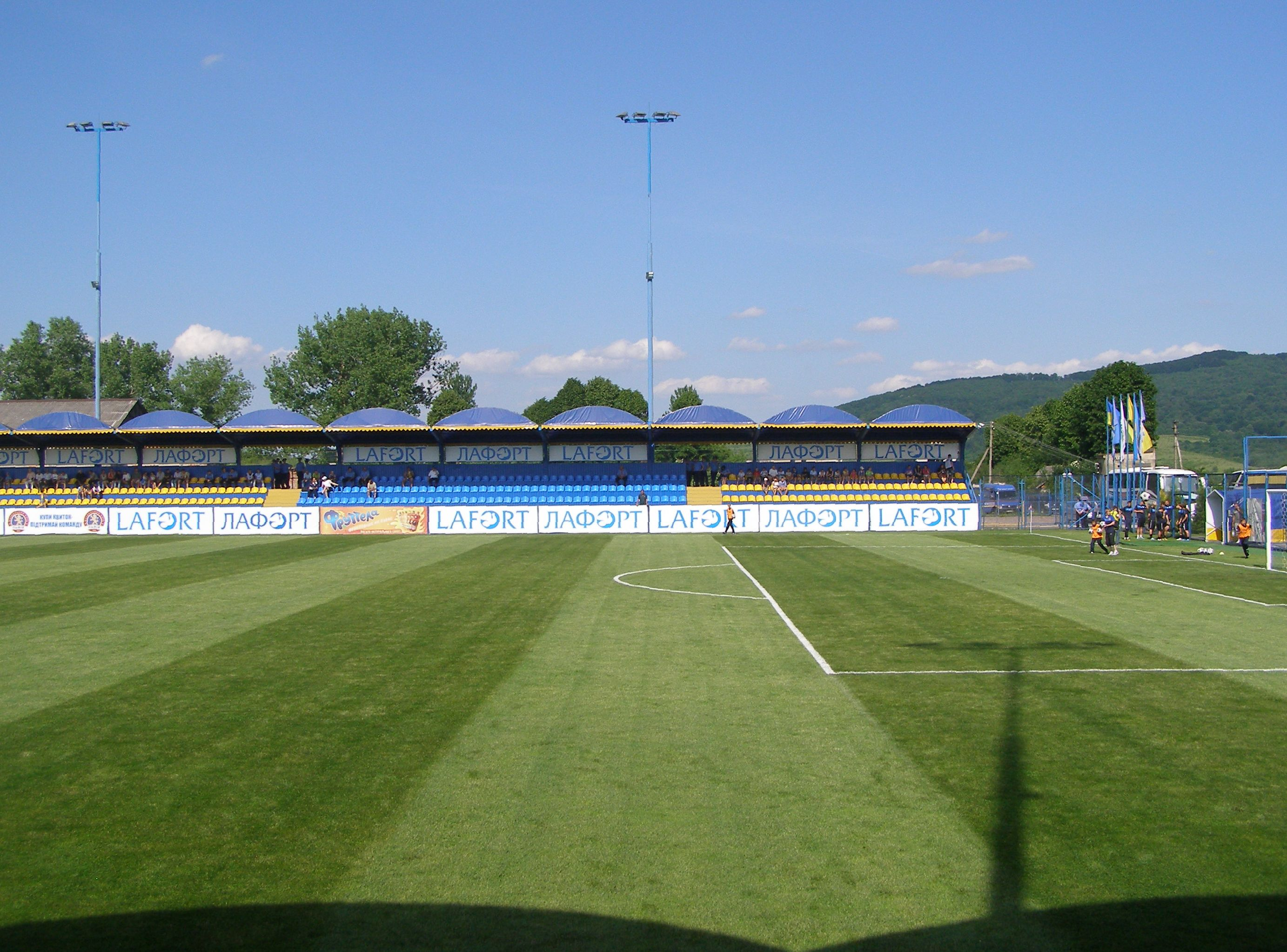
«Лафорт Арена»
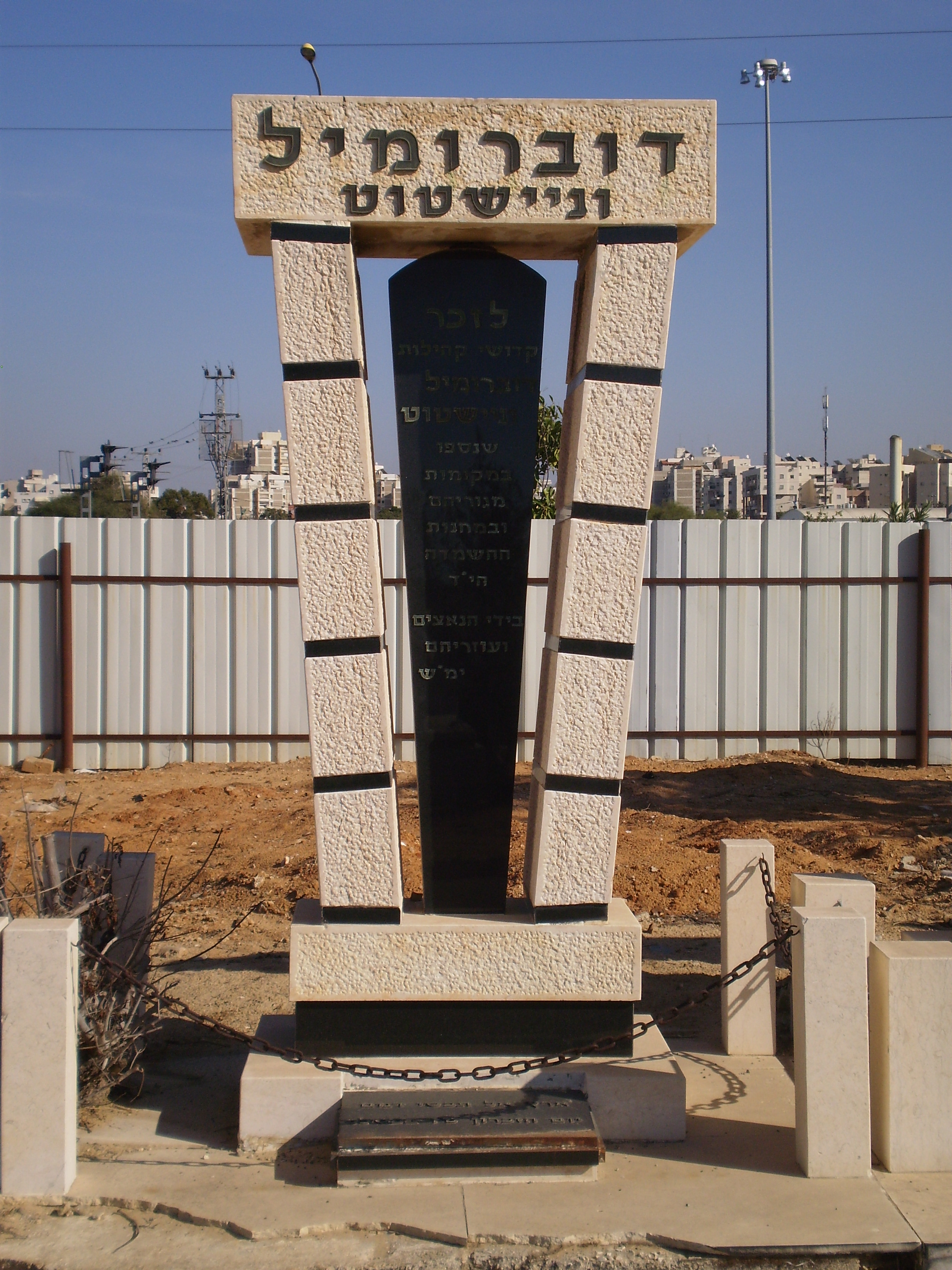
Меморіал, присвячений містянам-жертвам Голокосту (Холон, Ізраїль)